# Concreta
A Concreta é uma importante feira profissional portuguesa de construção e obras públicas que decorre de dois em dois anos no Grande Porto, no recinto da Exponor, em Leça da Palmeira, Matosinhos.
A Concreta realizou-se pela primeira vez em 1966, ainda no recinto do Pavilhão dos Desportos, com a designação de Exposição Internacional de Materiais de Construção. A partir de 1987 passou a realizar-se na Exponor. Teve, inicialmente, uma periodicidade bienal, passando depois para anual, voltando recentemente para bienal, realizando-se sempre no mês de Outubro. A edição de 2009 realizou-se entre 20 e 24 de Outubro e contou com 500 empresas expositoras, distribuídas por 16.465 metros quadrados de área de exposição, tendo recebido mais de 47.239 visitantes.
A próxima edição decorrerá entre 18 e 22 de Outubro de 2020.